# یاد و یادگار
یاد و یادگار یک مجموعهٔ تلویزیونی مستند ایرانی است که مابین سال‌های ۱۳۷۸–۱۳۷۷ منتشر شد.
این مستند تلویزیونی به چگونگی پیدایش سرزمین ایران و تمدن اقوام گوناگون آن تا دوران کنونی می‌پردازد و تلفیقی دیدنی است از موسیقی و تصویر با نگاهی به ایران‌شناسی، کوچ‌نشینی، طبیعت ایران، آداب‌ورسوم مردم ایران‌زمین، کشاورزی و اقوام مختلف ایرانی. مراحل اولیه ساخت این مستند از سال ۱۳۷۶ شروع شد و تکمیل آن در حدود ۳ سال به‌طول انجامید. این مستند در سال ۱۳۸۸ توسط مؤسسه رسانه‌های تصویری در شبکه خانگی توزیع شد.
این مجموعه در سال ۱۳۹۵ و در یکصد و یکمین جلسهٔ کمیته ملیِ برنامهٔ حافظهٔ جهانی یونسکو ثبت شد و نامش در میان فهرست ملی حافظه جهانی در ایران جای گرفت.